# Municipio de Šavnik
El Municipio de Šavnik (montenegrino: Општина Шавник) es uno de los veintitrés municipios en los que se encuentra dividida la República de Montenegro. Su capital y ciudad más importante es la localidad de Šavnik.

## Geografía
El municipio se encuentra localizado en la zona del centro-oeste de la República de Montenegro, limita al norte con el Municipio de Žabljak y el Municipio de Mojkovac, al sur con el Municipio de Nikšić, al este con el Municipio de Kolašin y al oeste con el Municipio de Plužine.

## Demografía
Según el censo del año 2011 el municipio tiene una población de 2.070 personas, por lo que se sitúa como el de menor población de todo el país. La localidad más poblada es Šavnik, que cuenta con 570 personas, aunque la sigue de cerca Bare, que posee 301 residentes.